# Joe Mazzulla
Joseph Mazzulla, detto Joe (Johnston, 30 giugno 1988), è un allenatore di pallacanestro ed ex cestista statunitense, professionista nella NBA. Il padre, Dan, è italo-americano, la madre è afroamericana.

## Carriera
A seguito della sospensione di Ime Udoka da parte degli stessi Boston Celtics, il 22 settembre 2022 viene promosso ad interim come head coach della squadra e all'esordio stagionale vince contro i Philadelphia 76ers per 126-117.
Nel febbraio 2023 viene nominato ufficialmente head coach della franchigia.
In occasione dell'NBA All-Star Game 2023 ha guidato la squadra capitanata da Giannīs Antetokounmpo che ha poi vinto la partita.
Nel maggio 2024 vince per la prima volta in carriera le Eastern Conference Finals contro gli Indiana Pacers (4-0).
Il 17 giugno 2024 si laurea campione NBA con i Boston Celtics, battendo in 5 gare i Dallas Mavericks, guidando i biancoverdi al titolo esattamente 16 anni dopo l’ultimo.

## Statistiche

### NCAA
| Anno       | Squadra         | PG  | PT | MP   | TC%  | 3P%  | TL%  | RP  | AP  | PRP | SP  | PP  |
| ---------- | --------------- | --- | -- | ---- | ---- | ---- | ---- | --- | --- | --- | --- | --- |
| 2006-2007† | WV Mountaineers | 31  | 0  | 8,7  | 38,8 | 25,9 | 70,8 | 0,8 | 1,0 | 0,4 | 0,0 | 3,0 |
| 2007-2008  | WV Mountaineers | 37  | 2  | 18,4 | 45,8 | 45,0 | 64,9 | 3,0 | 2,3 | 0,9 | 0,0 | 5,8 |
| 2008-2009  | WV Mountaineers | 7   | 7  | 21,4 | 39,3 | 14,3 | 66,7 | 2,3 | 3,7 | 1,0 | 0,0 | 5,6 |
| 2009-2010  | WV Mountaineers | 37  | 2  | 16,0 | 36,9 | 12,5 | 56,3 | 1,8 | 2,4 | 0,6 | 0,0 | 2,7 |
| 2010-2011  | WV Mountaineers | 33  | 17 | 28,8 | 46,0 | 30,0 | 66,9 | 3,8 | 4,2 | 0,8 | 0,1 | 7,7 |
| Carriera   | Carriera        | 145 | 28 | 18,2 | 43,0 | 29,3 | 65,1 | 2,4 | 2,6 | 0,7 | 0,0 | 4,8 |

#### Massimi in carriera
- Massimo di punti: 20 vs Kentucky (19 marzo 2011)[2]
- Massimo di rimbalzi: 11 vs Duke (22 marzo 2008)
- Massimo di assist: 10 vs Minnesota (21 novembre 2010)
- Massimo di palle rubate: 5 vs Prairie View A&M (18 novembre 2007)
- Massimo di stoppate: 1 (6 volte)
- Massimo di minuti giocati: 40 (2 volte)

### Allenatore
| Stagione | Squadra        | Regular Season | Regular Season | Regular Season | Regular Season | Regular Season          | Post Season                                             |
| Stagione | Squadra        | V              | P              | % V            | G              | Posizione finale        | Post Season                                             |
| -------- | -------------- | -------------- | -------------- | -------------- | -------------- | ----------------------- | ------------------------------------------------------- |
| 2022-23  | Boston Celtics | 57             | 25             | 69,5           | 82             | 1º in Atlantic Division | Sconfitto alle Finali di Conference dagli Heat (3-4)    |
| 2023-24  | Boston Celtics | 64             | 18             | 78,0           | 82             | 1º in Atlantic Division | Campione NBA                                            |
| 2024-25  | Boston Celtics | 61             | 21             | 74,4           | 82             | 1º in Atlantic Division | Sconfitto alle Semiinali di Conference dai Knicks (2-4) |
|          | Carriera       | 182            | 64             | 74,0           | 246            |                         |                                                         |

## Palmarès

### Giocatore
- NIT: 1

West Virginia Mountaineers: 2007

### Allenatore
- Campionato NBA: 1

Boston Celtics: 2024